# Mosfellsbær
Mosfellsbær este un oraș aflat în vestul Islandei, cu o populație de aproximativ 8.600 locuitori (2011). Acesta este un oraș portuar, fiind al șaptelea oraș ca mărime din țară. Mosfellsbær este fondat în 1604.

## Geografie
Mosfellsbær este situat în sud-vestul Islandei, la 17 de kilometri nord de capitala Reykjavik. Peisajul comunității este dominat de dealuri, din acest motiv, mai mult de 80% din comunitate este situatǎ la peste 100 de metri deasupra nivelului mării. Între dealurile Grimannsfedl, Ulfarsfedl Helgafedl a căror înălțime este de 200-300 de metri, sunt douǎ vǎi în care și este situat orașul. În împrejurimea orașului se găsește cascada Álafoss, o cascadă ce a jucat un rol foarte important în dezvoltarea sa.

## Evoluția populației

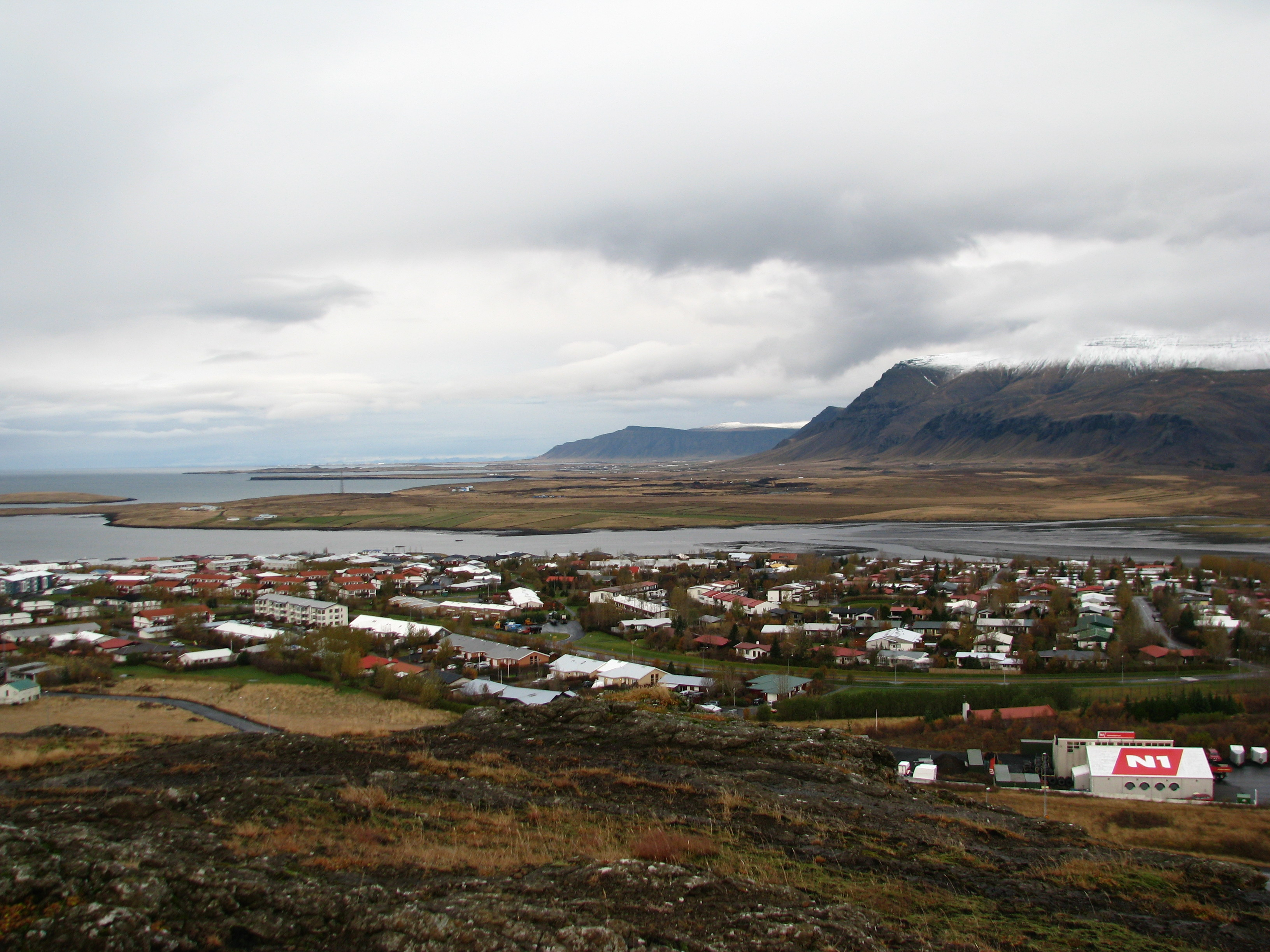
Vedere în ansamblu a oraşului Mosfellsbær

Populația orașului Mosfellsbær în anii 1990 - 2013:

## Orașe înfrățite

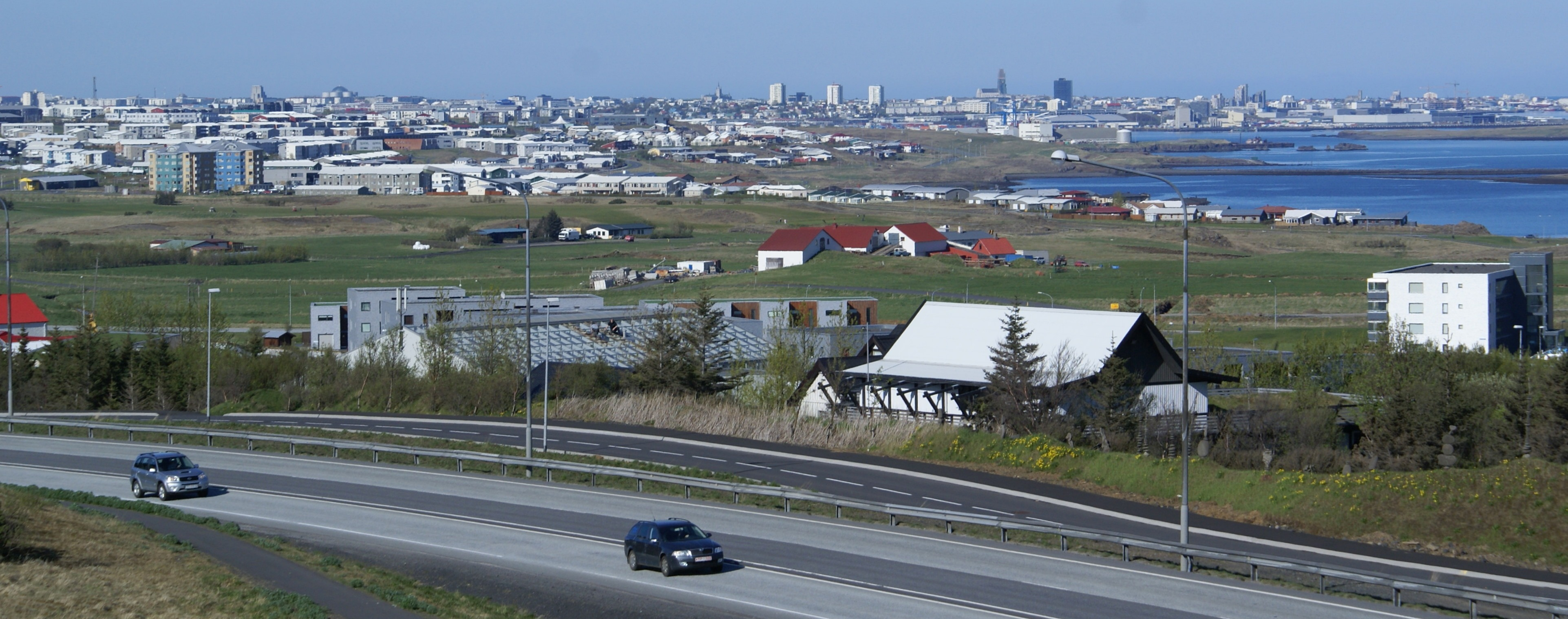
Mosfellsbær. În fundal - Reykjavik

- Loimaa, Finlanda
- Skien, Norvegia
- Thisted, Danemarca
- Uddevalla, Suedia

1. ↑   https://www.samband.is/sveitarfelogin/hofudborgarsvaedid/mosfellsbaer/ Lipsește sau este vid: |title= (ajutor)
2. ↑   https://mos.is/mannlif/um-mosfellsbae/frettir/regina-asvaldsdottir-verdur-baejarstjori-mosfellsbaejar Lipsește sau este vid: |title= (ajutor)